# Mesókambos (Flórina)
Mesókambos, en grec moderne : Μεσόκαμπος, est un village du dème de Flórina, district régional de Flórina, en Macédoine-Occidentale, Grèce. 
Selon le recensement de 2011, la population du village compte 67 habitants.